# José Núñez de Cáceres
José Núñez de Cáceres, född 14 mars 1772, Santo Domingo, död 12 september 1846 i Ciudad Victoria, Tamaulipas, Mexiko, var guvernör och statspresident på Dominikanska republiken, 1 december 1821-9 februari 1822.